# Jicchak Šamir
Jicchak Šamir (hebrejsky  יִצְחָק שָׁמִיר‎, rodným jménem Jicchak Jizernicki, hebrejsky יצחק יזרניצקי‎;‎ 15. října 1915, Ružany – 30. června 2012, Herzlija) byl izraelský politik, vůdce předstátní organizace Lechi a agent Mosadu. Dvakrát zastával funkci premiéra, poprvé jakožto v pořadí osmý izraelský premiér v letech 1983 až 1984 a podruhé coby v pořadí desátý premiér v letech 1986 až 1992.
V době před založením státu vedl teroristickou organizaci Lechi, jejímž cílem bylo násilně vyhnat britskou správu z Palestiny, umožnit neomezenou imigraci Židů a vytvoření židovského státu. Za svou protibritskou činnost byl dvakrát vězněn, podruhé navíc internován v zajateckých táborech v Africe. V 50. a 60. letech působil jako agent zpravodajské služby Mosad. V politice se začal angažovat v roce 1970 a od roku 1973 byl více než 20 let poslancem Knesetu za pravicovou stranu Likud (dříve Cherut). Než se stal izraelským premiérem, byl tři roky předsedou izraelského parlamentu a šest let ministrem zahraničních věcí.
Předsedou vlády se stal po rezignaci Menachema Begina v roce 1983. Po volbách v roce 1984 došlo k volebnímu patu, po němž byl nucen vytvořit se svým protivníkem Šimonem Peresem z Ma'arachu vládu národní jednoty s netradičním rotačním principem na postu premiéra (první dva roky byl premiérem Peres a Šamir ministrem zahraničních věcí a poté si role vyměnili). V době jeho působení v čele státu vypukla první intifáda. Poté, co v roce 1990 vládní Strana práce vyslovila nedůvěru vládě, sestavil Šamir čistě pravicovou vládu s podporou náboženských stran, se kterou vládl až do volební porážky ve volbách v roce 1992. Téhož roku odstoupil z vedení strany a v roce 1996, kdy mu vypršel poslanecký mandát, odešel z politiky.
Šamir byl tvrdým zastáncem politické linie Velkého Izraele, přesto však se Izrael za jeho funkčního období zúčastnil mírové konference v Madridu, která byla počátečním impulsem pro sérii jednání, které za vlády Jicchaka Rabina vedly k podpisu Mírových smluv z Osla. Mezi podstatné události Šamirovy vlády patří válka v Zálivu, při které byl Izrael ostřelován iráckými raketami typu Scud (Izrael po nátlaku Spojených států nereagoval, aby nerozbil mezinárodní koalici, jejímiž členy byly i arabské státy). Izrael rovněž významně ovlivnily dvě velké imigrační vlny, a to dokončení přestěhování takřka celé populace etiopských Židů a příchod statisíců Židů ze zemí bývalého Sovětského svazu.

## Mládí
Šamir se narodil v Ružanech v carském Rusku (dnešní Bělorusko) Šlomovi a Pnině Jizernickim. Vystudoval hebrejskou střední školu v polském Białystoku a ve čtrnácti letech, v roce 1929, vstoupil do mládežnického revizionisticko-sionistického hnutí Bejtar. V roce 1932 se přestěhoval se do Varšavy, kde studoval práva na Varšavské univerzitě. Studium však ve 20 letech přerušil a v roce 1935 podnikl aliju do britské mandátní Palestiny, kde se zapsal ke studiu na Hebrejské univerzitě v Jeruzalémě (studium však nikdy nedokončil). V témže roce si hebraizoval příjmení na Šamir, což významově znamená trn, osten či bodlák. Rozhodnutí odejít do Palestiny mu zachránilo život, neboť většina jeho rodiny, včetně rodičů, zahynula v nacistických vyhlazovacích táborech během holocaustu.

### Začátky vmandátní Palestině

Symbol Lechi, kterou Šamir po smrti Sterna vedl

Po příchodu do mandátní Palestiny nejprve pracoval jako účetní a stavební dělník, ale po arabském povstání v roce 1936 se o rok později rozhodl vstoupit do podzemní židovské vojenské organizace revizionistického hnutí – Irgun, známé též pod jejím akronymem Ecel. Ideově vycházel Irgun z myšlenek Vladimíra Žabotinského, jenž byl i zakladatelem hnutí Bejtar, jehož byl Šamir ještě v Evropě členem. Irgun podnikal útoky proti palestinským Arabům, zároveň však rostl podíl jeho sabotážních aktivit proti britské správě. V roce 1940 se z Irgunu oddělilo tvrdé, radikální a ultranacionalistické jádro pod vedením Avrahama Sterna, známé jako Lechi, či jako Sternův gang. V době tohoto štěpení Šamir odešel z Irgunu a stal se členem Sternovy skupiny. Důvodem rozpadu revizionistického hnutí byl odlišný postoj vůči Britům za druhé světové války.

### Vůdce Lechi, vězení a internace
V Lechi používal Šamir přezdívku Michael, která vychází ze jména Michaela Collinse z Irské republikánské armády (IRA). Šamir totiž irské republikány obdivoval a snažil se je následovat v jejich protibritském boji. V roce 1941 však byl za své aktivity zatčen britskou správou a zadržován ve vězeňském táboře v Jizre'elském údolí, ze kterého se mu 31. srpna 1942 podařilo uprchnout. Po Sternově smrti (byl zastřelen Brity v únoru 1942) a útěku na svobodu se stal se klíčovou osobností Lechi, ředitelem jejích operací a sehrál hlavní roli v reorganizaci ústředního výboru této skupiny. Stal se členem triumvirátu Lechi (tří jeho vůdců) a zároveň jedním z nejhledanějších Židů v mandátní Palestině. Za jeho vedení stála Lechi za vraždou bývalého britského ministra kolonií lorda Moyna, kterého v Káhiře 6. listopadu 1944 zavraždili Elijahu Bejt Curi a Elijahu Chakim z Lechi (oba byli v lednu 1945 odsouzeni a popraveni). Šamir později uváděl, že Moyne byl zavražděn kvůli jeho podpoře blízkovýchodní arabské federace a protože byl antisemita a podporoval rasové teorie, podle nichž byli Arabové rasově nadřazeni Židům. V roce 1944 se oženil se Šulamit Leviovou, se kterou se seznámil v internačním táboře Atlit.

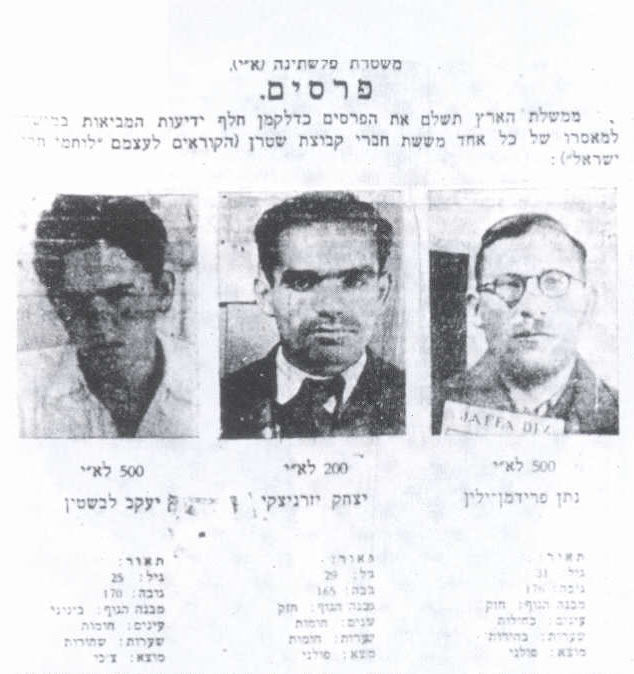
Oznámení palestinské policie nabízející odměnu za dopadení vůdců Lechi. Jicchak Šamir je uprostřed.

Podruhé byl Šamir Brity zadržen v říjnu 1946, tentokráte však ne svým přičiněním. V červenci téhož roku totiž Irgun provedl bombový útok na hotel krále Davida v Jeruzalémě (v hotelu byly vládní budovy a ředitelství odboru kriminálního vyšetřování), při kterém zahynulo 91 lidí. Britové následně spustili velkou pátrací akci, při níž se jim podařilo vystopovat atentátníky až do Tel Avivu. Následně uzavřeli celé město a každý Žid musel přijít na policejní velitelství k identifikaci, kde Šamira, i přes jeho převlečení za ortodoxního rabína, poznali. Po svém zatčení byl společně s dalšími příslušníky Irgunu a Lechi internován v Africe, konkrétně v Eritreji. Z internačního tábora, kde byl zadržován, se pokusil uprchnout několikrát. Poprvé se v září 1945 s dvěma dalšími vězni ukryli do vodních nádrží a uplatili súdánského řidiče, aby je odvezl. Cestovali přes celý Súdán za použití padělaných certifikátů britské zpravodajské služby. Certifikáty vyvolaly podezření až u průvodčího v Chartúmu, který zavolal policii, která uprchlíky chytila šest dní po jejich útěku. Šamirův další pokus v roce 1947 již byl úspěšný. Zajatci při něm uprchli pomocí vykopaného tunelu. Ještě před útěkem kontaktovali táborového rabína, italského Žida, Dr. Giuseppe Leviho, kterým jim pomohl najít úkryt Italů žijících v nedaleké městě. Po více než měsíci skrývání a strádání dorazili uprchlíci do Addis Abeby. Šamir se poté společně se svým spoluvězněm Arje Ben Eli'ezerem z Irgunu vypravil do Džibutska, s žádostí o pomoc místního rabína. Džibutsko bylo toho času francouzským zámořským územím, díky čemuž nebyli vydáni britským úřadům, které požadovaly jejich vydání. Následně získali politický azyl ve Francii, kam odpluli na lodi. Zpět do mandátní Palestiny se však Šamir vrátil až šest dní po vyhlášení izraelské nezávislosti v roce 1948. V dubnu 1948, tedy v době, kdy byl ještě ve Francii (stále však vůdcem Lechi), spáchala Lechi společně s Irgunem masakr v arabské vesnici Dejr Jásin. Během osmi hodin povraždili příslušníci těchto dvou skupin kulomety, samopaly a granáty muže, ženy i děti, celkem přibližně 200 až 250 lidí.

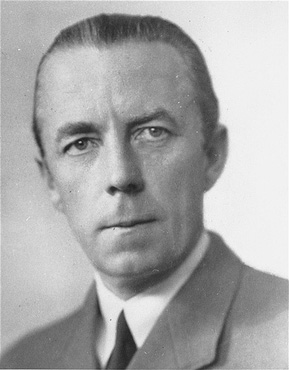
V roce 1948 nařídil triumvirát Lechi (jehož členem byl i Šamir) zavraždit vyslance OSN pro Blízký východ Folke Bernadotta

Na podzim 1948 provedla Lechi atentát, který šokoval nově vzniklý stát i celý svět. Jehošua Kohen z Lechi při něm 17. září 1948 v západním Jeruzalémě zabil švédského diplomata a vyslance Organizace spojených národů pro Blízký východ hraběte Folke Bernadotta, který se jménem OSN pokoušel mezi izraelskou a arabskou stranou první arabsko-izraelské války vyjednat mír. Bernardotteho vraždu schválil triumvirát Lechi, jehož jedním členem byl i sám Šamir. V souvislosti s touto akcí Šamir poznamenal, že: „židovská etika ani židovské tradice nemohou vyřadit terorismus jako způsob boje.“ Na atentát rázně a okamžitě reagovala izraelská prozatímní vláda, v čele s premiérem Davidem Ben Gurionem. Lechi byla prohlášena teroristickou organizací a Ben Gurion rozkázal zatknout všechny její vůdce, zabavit veškeré její zbraně a zastřelit každého, kdo by se bránil. Gilbert (2002) uvádí, že „zabití Bernadotteho znamenalo konec jakékoli tolerance židovských podzemních aktivit.“ Zároveň Ben Gurion vydal „čtyřiadvacetihodinové ultimátum Irgunu, aby odevzdal své zbraně a bezpodmínečně se rozpustil,“ což se nakonec stalo; Irgun tak přestal být vojenskou organizací. Spolu s vůdci Lechi byl zatčen i Šamir, kterému se však podařilo uprchnout z vazby. Nikdo z osob zodpovědných za Bernardotteho vraždu nebyl nikdy souzen a izraelská vláda nakonec udělila všem členům Lechi amnestii.

### Soukromý život a Mosad
Po zákazu Lechi se Šamir snažil o sestavení uskupení pro první parlamentní volby, složené z bývalých příslušníků organizace, ale jeho snahy nakonec nebyly úspěšné. Na zhruba sedm let odešel z veřejného života a věnoval se, ne příliš úspěšně, podnikání (mimo jiné též řídil sdružení majitelů kin). V roce 1955 byl Šamir naverbován do zpravodajské služby Mosad jejím tehdejším ředitelem Iserem Har'elem. Ten tak chtěl, v rámci své „politiky kooptace bývalých disidentů,“ využít zkušeností lidí, kteří se během protibritského odboje dostali do kontaktu se zpravodajskou činností. Během svého působení v Mosadu měl klíčovou roli v operaci s kódovým názvem Damokles. Ta byla reakcí na egyptský raketový program, na němž přímo pracovali němečtí raketoví odborníci, kteří se během druhé světové války podíleli na nacistickém programu raket V-2. Součástí operace Damokles bylo zasílání dopisových bomb, únosy a řada „nehod.“ Šamir v rámci operace řídil „speciální operace, jejichž součástí byly obvykle atentáty.“ V rámci mise byl v roce 1965 poslán do Paříže, kde naverboval bývalé členy Lechi, kteří se podíleli na různých operacích, včetně atentátů. V Mosadu pak Šamir působil až do roku 1965. Poté se opět vrátil k soukromému životu a podnikání. Jedinou veřejnou aktivitou byla jeho snaha o zvýšení židovské imigrace ze Sovětského svazu.

## Politická kariéra
V roce 1970 vstoupil Šamir na popud Menachema Begina do strany Cherut (v té době byl Cherut součástí aliance Gachal), která byla následnicí revizionistického Irgunu. V 70. letech patřil ve straně mezi skupinu lidí (rovněž tak Ariel Šaron a Benjamin Netanjahu), která považovala Jordánsko za Palestinu. Mezi úvahy Šamirova kolegy Šarona, toho času izraelského generála, dokonce patřilo svržení jordánské vlády během Černého září v roce 1970. Jako Černé září se označuje konflikt mezi palestinskými Araby a králem Husajnem, během kterého zahynuly tisíce lidí, a jenž měl za následek vyhnání Organizace pro osvobození Palestiny (OOP) z Jordánska. Svržením vlády by totiž palestinští Arabové získali vlastní stát, čímž by se izraelsko-palestinský konflikt přenesl za hranice.
V Cherutu byl Šamir členem výkonného výboru a ředitelem jejího imigračního oddělení. Před parlamentními volbami v roce 1973 se Cherut spojil s několika pravicovými stranami a vytvořil novou stranu Likud. Ta získala ve volbách 39 poslaneckých mandátů a jedním ze zvolených poslanců byl i Šamir, který se po volbách stal členem několika výborů Knesetu. Šlo o státní kontrolní výbor, vlivný výbor zahraničních věcí a obrany a výbor pro vnitřní záležitosti a životní prostředí. V rámci strany řídil organizační výbor a v roce 1975 byl zvolen předsedou výkonného výboru strany.

### Historické vítězství Likudu a předseda Knesetu
Parlamentní volby v roce 1977 byly historické a znamenaly předěl v izraelských dějinách. Pravici, v čele s Likudem, se totiž poprvé podařilo přerušit hegemonii labouristických vlád a vedení, které se datovalo dlouho před založením státu v roce 1948. Premiérem se stal vůdce Likudu Menachem Begin, který sestavil pravicovou vládu. V červnu téhož roku byl Šamir jmenován předsedou Knesetu a stal se prvním pravicovým politikem, který tuto funkci zastával. V době jeho působení v této funkci se odehrály dvě zásadní události, na které měl ostře odlišný názor než předseda vlády; jednalo se o mírová jednání s Egyptem a podpis dohod z Camp Davidu z roku 1978 a podepsání egyptsko-izraelské mírové smlouvy z roku 1979. V důsledku tohoto mírového ujednání se totiž Izrael musel vzdát Sinajského poloostrova, opustit tamní vojenské základny a vyklidit tamní židovské osady. Sinaj byl navíc spatřován jako nárazníková zóna proti případné egyptské agresi a kromě Šamira se proti podepsání mírových dohod ohrazovali i další čelní politici Likudu jako Moše Arens a Ariel Šaron. Při hlasování Knesetu o mírové smlouvě se Šamir nakonec hlasování zdržel.
| „                                    | Jicchak Šamir byl nedůvěřivý muž, který věřil jen málokomu, a ze všeho nejméně Arabům. Jednou poznamenal: ‚Arabové jsou ti samí Arabové a moře je to samé moře,‘ čímž měl na myslí, že konečným cílem Arabů bylo nahnat Židy do moře. | “ |
| — Ahron Bregman, A History of Israel | |   |

### Ministr zahraničních věcí
V březnu 1980 byl Šamir, po rezignaci Moše Dajana, jmenován ministrem zahraničních věcí. Z této funkce byl zodpovědný za implementaci mírových dohod dosažených s Egyptem a jeho postoj vůči dojednaným dohodám doznal změn. Jedním ze Šamirových cílů v čele ministerstva bylo napravit diplomatické vztahy s africkými státy po jomkipurské válce z roku 1973, po níž mnoho států své diplomatické styky s Izraelem přerušilo. Šamir podporoval legislativu zavedenou na počátku 80. let, na jejímž základě byl formálně sjednocen Jeruzalém (1980) a anektovány Golanské výšiny (1981). Rovněž tak podporoval Beginem schválenou vojenskou operaci s kódovým označením Opera, při níž byl izraelským letectvem vybombardován irácký jaderný reaktor Osirak, nedaleko Bagdádu. V roce 1981 se konaly parlamentní volby, ve kterých opět zvítězil Likud a Šamir si i po volbách udržel svoji ministerskou funkci. Izrael se v tomto období potýkal s ekonomickou krizí a rostoucím arabským násilím jak na Západním břehu Jordánu, tak přeshraničně z jižního Libanonu, nad kterým ztratila libanonská vláda kontrolu. Z území ovládnutého OOP pak byl sever Izraele ostřelován a přes hranice byly vysílány teroristické bandy. Z toho důvodu se Izrael rozhodl rozdrtit palestinské teroristy a v červnu 1982 spustil vojenskou operaci Mír pro Galileu, známou spíše pod označením první libanonská válka.

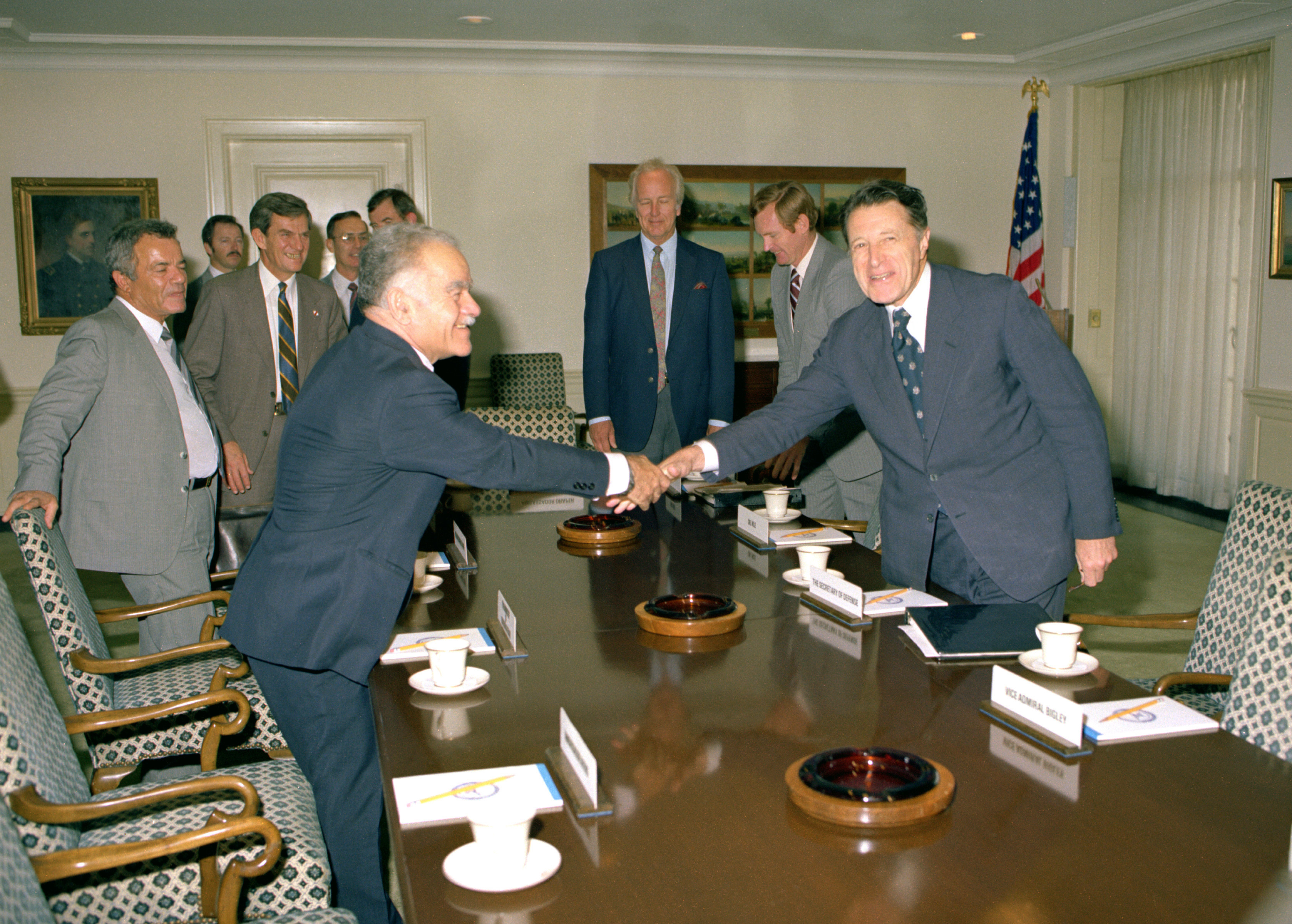
Ministr zahraničních věcí Šamir při setkání s americkým ministrem obrany Casparem Weinbergerem v Pentagonu, 15. října 1982.

Události této války se zásadně dotkly i Šamira ve funkci ministra zahraničních věcí. Izraelské armádě se podařilo dosáhnout odchodu OOP ze země, avšak proizraelsky smýšlející zvolený libanonský maronitský prezident a vůdce křesťanské Falangy Bašír Džamáíl zahynul při pumovém atentátu prosyrského disidenta. Izraelská armáda následně umožnila falangistům vstoupit do uprchlického tábora v Sabře a Šatíle. Izraelci předpokládali, že „křesťanští falangisté provádějí vyčišťovací operace, aby se zbavili podezřelých hnízd palestinských bojovníků.“ Namísto toho falangisté v táboře zmasakrovali několik set palestinských Arabů. Na nátlak veřejnosti byla za účelem prošetření masakru ustanovena Kahanova vyšetřovací komise. Její závěry prokázaly, že hlavní vinu na masakru mají jednotky falangistů, izraelskou armádu ale označila nepřímo zodpovědnou.
Nejhůře ze zprávy vyšel tehdejší ministr obrany a pozdější premiér Ariel Šaron, náčelník Generálního štábu Rafa'el Ejtan a velitel vojenské rozvědky Jehošua Sagui. Komise však rovněž kritizovala Šamira jakožto ministra zahraničních věcí, a to za jeho lhostejnost a skutečnost, že nepředal informace získané od ministra komunikací Mordechaje Ciporiho, naznačující, že v táboře probíhá masakr. Reich (1990) k závěrům Kahanovy komise dodává: „ačkoliv jiní byli potrestáni daleko více, komise shledala, že Šamir chyboval, když nepředal informace a přijde ji zatěžko ospravedlnit ‚takové pohrdání informacemi, které získal od člena vlády‘.“ Po válce řídil jednání, která vedla v roce 1983 k dohodě s Libanonem (následně zamítnutou libanonským parlamentem).

### Poprvé ministerským předsedou
Dne 15. září 1983 předal Menachem Begin prezidentu Chajimu Herzogovi rezignační dopis. Za oficiální důvod rezignace byl uveden zdravotní stav, dalšími faktory však byly tlak veřejnosti po libanonské válce a masakru v Sabře a Šatíle a jak uvádí Terner (1991) též „faktické ztroskotání hospodářské politiky.“ Po neúspěšných pokusech přemluvit jej k návratu do politiky Begina ve funkci premiéra nahradil Šamir. Přestože Reich (1990) uvádí, že Šamir byl kompromisní kandidát, Rosenzweig (2008) poukazuje, že Šamirovo nástupnictví bylo přirozené, neboť „se v Cherutu těšil značné prestiži pro své zásluhy v boji proti Britům v době mandátu.“ Bezprostředně po pověření prezidentem začal sestavovat novou vládu na půdorysu původní Beginovy vlády. Ke své funkci premiéra si ponechal post ministra zahraničních věcí, což někteří pozorovatelé chápali jako Šamirův předpoklad Beginova návratu do vlády. Dne 10. října 1983 pak předstoupil před Kneset s žádostí o důvěru vládě, kterou získal a stal se tak oficiálně premiérem. Výměna premiérů s sebou nesla jejich vzájemné porovnávání, které zmiňuje Reich:
Šamirova osobnost a styl se výrazně lišily od těch Beginových, a to navzdory silné shodě na ideologii a politice. Šamir byl zřejmě ovlivněn mnoha lety strávenými v podzemí a poté v Mosadu. Na rozdíl od Beginovy dominující osobnosti je Šamir jemnější. Držel se mnoha témat ze společného programu, avšak klidněji, nenápadněji a méně konfrontačním stylem. Má tendenci se vyhýbat publicitě a médiím a je poměrně nekomunikativní o své minulosti. Je pokládán za metodického a pracovitého člověka s příjemným zevnějškem, který skrývá drsnou osobnost. Byl vnímán, zejména ve Washingtonu, jako více diplomatický a méně bojovný než Begin. Někteří jej popisovali jako tichého, nudného, necharismatického, avšak odhodlaného člověka.
Bernard Reich, Political Leaders of the Contemporary Middle East and North Africa: A Biographical Dictionary., s. 490
Jako premiér stál před řadou úkolů. Mezi ty hlavní patřila stabilizace izraelské izraelské inflační ekonomiky, která se potýkala s těžkou krizí a zajištění bezpečnosti na severní hranici. Poté, co se stal premiérem rovněž spolupracoval s ministrem obrany Moše Arensem, americkým prezidentem Ronaldem Reaganem a americkým ministrem obrany Casparem Weinbergerem na rámcové dohodě o americko-izraelské strategické spolupráci a americko-izraelské dohodě o volném obchodu. V otázkách mírového uspořádání Šamirova vláda zásadně odmítala jakékoliv územní ústupky na Západním břehu. Jeho působení v premiérském úřadě však nakonec nemělo dlouhé trvání. Vládu totiž opustila malá orientální strana Tami (čítala 3 poslance), která se kvůli neshodě s Likudem ohledně sociální a ekonomické politiky rozhodla podpořit Ma'arach ve vyvolání hlasování o nedůvěře vlády konané 4. dubna. Šamirova koalice neměla dostatek hlasů a Kneset se tak rozpustil a 23. července 1984 se konaly předčasné parlamentní volby. Za hlavní důvody pádu vlády však Terner (1991) uvádí „nezdar v libanonské válce, krize v zemědělství, nadměrné výdaje při osidlování obsazených území aj.“

### Volební pat a ministrem zahraničních věcí

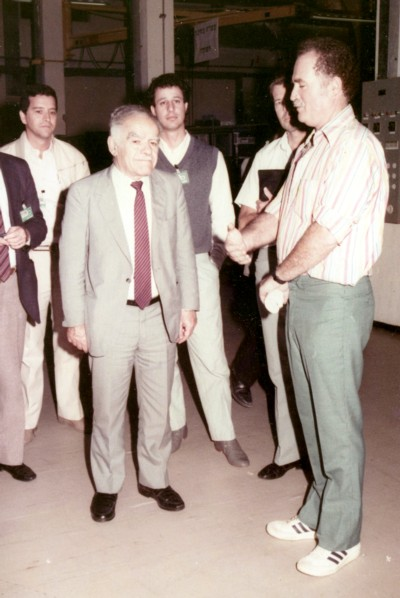
Jicchak Šamir na fotografii z roku 1985.

Ve volbách zvítězil s těsným rozdílem Ma'arach vedený Šimonem Peresem (44 vs. 41 mandátů), výsledek však znamenal volební pat. Ani jeden z nejsilnějších subjektů totiž nebyl s to sestavit vládu. Následně byla, po 39 dnech jednání, kompromisů a ústupků, vytvořena vláda národní jednoty mezi oběma stranami. Součástí koaliční dohody byl netradiční rotační systém na postu premiéra, v jehož rámci měli postupně oba na dobu 2 let zastávat post premiéra, zatímco ten druhý funkci ministra zahraničních věcí a úřadujícího premiéra. Nejprve se stal předsedou vlády Peres a Šamir až do října 1986 zastával zbylé dvě funkce. Vláda měla celkem 25 ministrů a 97 poslanců ve 120členném Knesetu. Za účelem snazšího rozhodování byl vytvořen užší kabinet, v němž měl Likud i Ma'arach po pěti členech a obě strany tak měly právo veta.

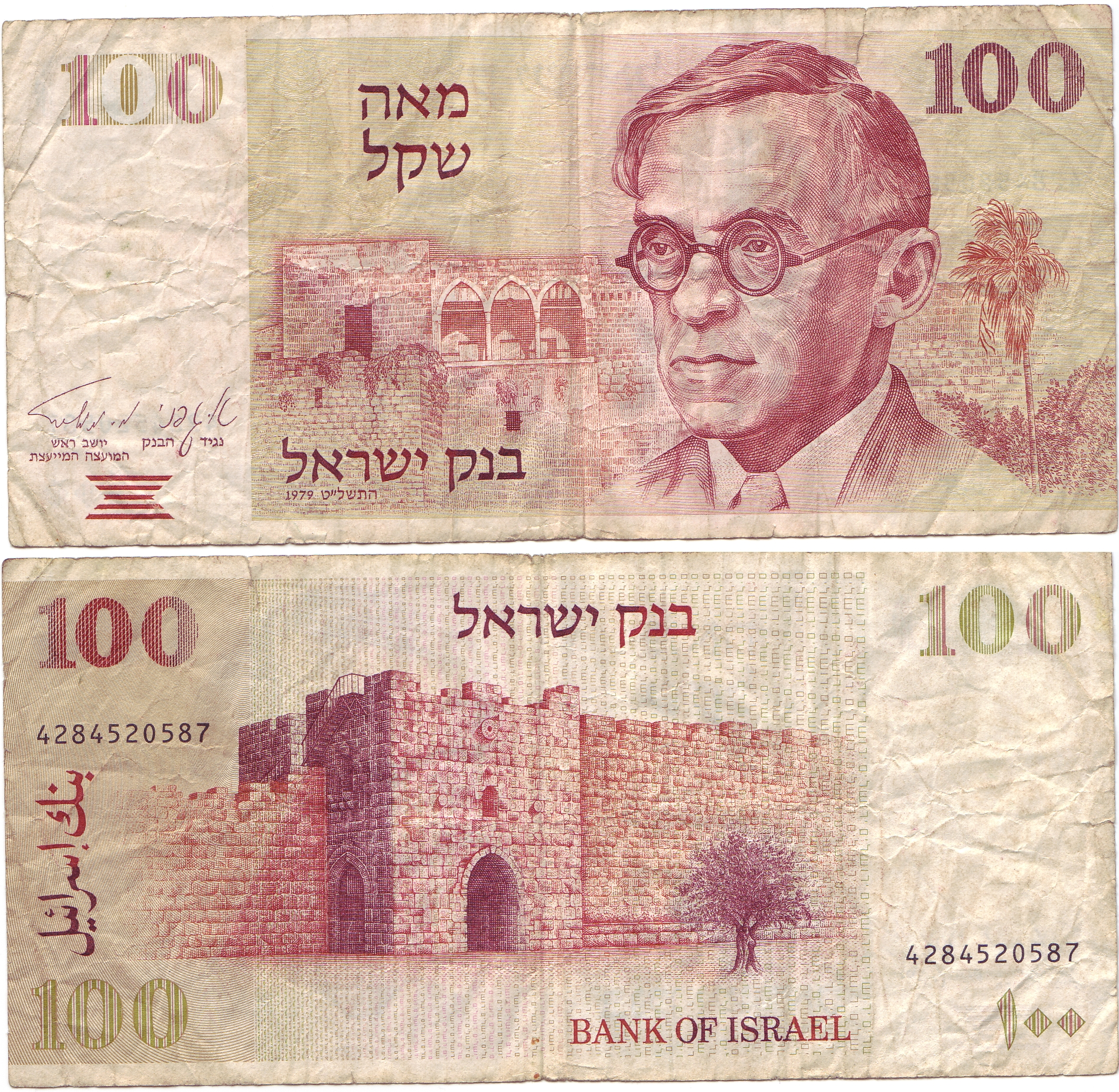
Bankovka staré měny o hodnotě 100 šekelů. Na aversní straně bankovky je vyobrazen Šamirův ideologický vzor Vladimír Žabotinský.

Nová vláda měla složitou pozici, neboť levice a pravice vždy zastávala v Izraeli odlišné postoje, přesto však byla témata, kde mezi oběma subjekty došlo ke shodě. Jednalo se oblasti, kde panoval široký konsenzus; tedy ukončit izraelskou přítomnost v Libanonu, bojovat s ekonomickou krizí, pokusit se o mírovou dohodu s Jordánskem a konsolidovat mírovou smlouvu s Egyptem. V rámci koaliční dohody byla rovněž omezena výstavba izraelských osad (v prvním roce vlády se mělo jednat o stavbu 5 až 6 osad). Peres po nástupu do funkce pověřil ministra obrany Jicchaka Rabina vypracováním plánu na stažení izraelských vojsk z Libanonu.
V listopadu 1984 byla zahájena tajná operace přestěhování etiopských židů (známých jako společenství Beta Jisra'el‎) ze Súdánu poté, co v Etiopii v roce 1984 vypukl hladomor. Během této operace s kódovým názvem Mojžíš pak bylo od listopadu 1984 do ledna 1985 letecky do Izraele přepraveno na 8000 etiopských Židů.
V lednu 1985 vláda schválila trojstuňový plán stažení izraelských vojsk z Libanonu a v létě téhož roku pak v jednotlivých etapách došlo ke stažení izraelských vojáků do nárazníkové zóny v příhraniční oblasti jižního Libanonu, kde byla ponechána jen část izraelských sil spolupracujících s Jiholibanonskou armádou. Vláda rovněž bojovala s ekonomickou krizí, zadluženou izraelskou ekonomikou a pádivou inflací, která na jaře 1985 přesahovala 400 %. Na špatném stavu ekonomiky se podepsala jak předcházející vláda Likudu, tak vysoké ceny ropy, zemědělská deprese, nízká poptávka po izraelských zemědělských produktech, ale rovněž tak velký armádní rozpočet a budování nových osad. Peres ve spolupráci s ministrem financí Jicchakem Moda'iem zavedl v červenci 1985 úsporný ekonomický balíček, jehož součástí bylo 25% devalvace šekelu a tříleté zmrazení platů, cen a úrokové míry. Dne 1. ledna 1986 pak byla zavedena nová měna; izraelský šekel nahradil nový izraelský šekel, přičemž poměr nové ke staré měně byl 1:1000. Rok po zavedení opatření se podařilo inflaci snížit na 20 %.

### Rotace sPeresem a podruhé ministerským předsedou
Dne 21. října 1986 si Peres se Šamirem vyměnili funkce a Jicchak Šamir se tak stal podruhé premiérem. Během jeho vlády došlo k naprostému zmražení mírových aktivit, jelikož nebyl ochotný jakýmkoliv územním ústupkům ve prospěch Arabů. Rovněž tak zablokoval snahy ministra zahraničních věcí Perese o konání mezinárodní mírové konference, kterou Peres v roce 1987 dohodl s jordánským králem Husajnem v takzvané Londýnské dohodě. Proti dojednané dohodě se Šamir postavil ze dvou důvodu; jednak se mu nelíbilo, že Peres jednal za jeho zády (dokonce odmítl Šamirovi odevzdat kopii dojednané dohody) a jednak zásadně odmítal koncept mezinárodní konference, které by se účastnily světové mocnosti. O mezinárodní mírové konferenci dokonce prohlásil, že je pro něj jako „prase v Chrámu.“ Za jeho vlády rovněž došlo k výrazné podpoře osadnické politiky.
V době Šamirova působení ve funkci premiéra zasáhlo Izrael vypuknutí první intifády (arabsky: انتفاضة, „procitnutí“ či doslova „lidové povstání“), jinak též „války kamenů“, která vypukla 9. prosince 1987 v Pásmu Gazy. Její rozbuškou se stala dopravní nehoda izraelského a palestinského automobilu, při které zahynuli čtyři palestinští Arabové. Podle palestinské strany měl Izraelec nehodu způsobit záměrně jako pomstu za vraždu Izraelce spáchanou v Gaze o několik dní dříve. Zprvu intifáda probíhala v podobě demonstrací, nepokoje se však zakrátko rozšířily i na Západní břeh. Násilnostmi nepokojů a hlavně jejich rozsahem, byli zaskočeni izraelští vojáci, kteří nebyli vycvičeni k potírání lidových povstání, ale k boji proti cizí armádě. Do mnohých palestinských vesnic jim byl zablokován přístup a ve většině měst a sídel v Gaze a na Západním břehu jim Arabové nadávali a útočili na ně kamením a zápalnými lahvemi. Součástí nepokojů byly dále generální stávky, bojkoty, zapalování pneumatik, graffiti, vyvěšování palestinských vlajek, barikády a pouze občas byly zaznamenány skutečné teroristické akce, při nichž došlo k používání tzv. Molotovových koktejlů či granátů. V důsledku násilností jednali vojáci podrážděně a obzvláště razantně. Samotné povstání překvapilo i Organizaci pro osvobození Palestiny (OOP) v Tunisku, která měla povstání „oficiálně vést“. Fakticky výraznou moc však v jeho rámci získala palestinská militantní islamistická skupina Hamás, která vznikla na počátku první intifády. Nepokoje se rozrostly a byly ukončeny až podepsáním mírové dohody z Osla roku 1993.

### Volby a premiérem bez rotace
Kampani před volbami v listopadu 1988 se nemohla vyhnout intifáda, obě strany se v ní však rovněž také věnovaly zahraničním tématům a obě artikulovaly své postoje k mírovému procesu. Stejně jako volby před čtyřmi lety, i tyto volby ukázaly nejasnou preferenci volebních elektorátů obou stran, když volby skončily těsným vítězstvím Likudu o jeden poslanecký mandát (40 vs. 39). Naopak posílily malé radikální strany v obou částech politického spektra. Na volební výsledku se značně podepsala intifáda. Ve volbách se totiž utkali populární Peres (v době, kdy skončilo jeho dvouleté působení v úřadu premiéra dosahovala jeho popularita 80 %) se zastáncem tvrdé linie Šamirem. Zároveň se uplatnila rovnice, podle které Izraelci chápali boj Arabů za sebeurčení za terorismus, a pravidlo, že s teroristy se nevyjednává. Proto byla podle Ternera (1991) většina Izraelců pro to, aby bylo „proti bojujícím Palestincům postupováno velmi tvrdě“ a odmítala jednání s OOP. Sestavením vlády byl pověřen Šamir, který se nejprve pokoušel vytvořit vládní koalici s pravicovými a náboženskými stranami. Přehnané požadavky náboženských stran jej nakonec opět vedly k vytvoření koaliční vlády s Ma'arachem a náboženskými stranami, avšak již bez rotačního principu ve funkci premiéra. Tentokráte však post ministra zahraničních věcí přenechal Moše Arensovi z Likudu a Šimon Peres se stal ministrem financí. V Izraeli doznívala ekonomická krize, která však byla stále patrná; například ve státním rozpočtu na finanční rok 1988/1989 připadlo celých 48 % na splácení dluhů.
Čtyři dny po izraelských parlamentních volbách, tedy 15. listopadu 1988, se konalo mimořádné zasedání Palestinské národní rady (tj. nejvyššího palestinského zákonodárného orgánu) v Alžíru, na kterém předseda OOP Jásir Arafat vyhlásil nezávislost palestinského státu a uznal rezoluce Rady bezpečnosti OSN č. 242 a 338. Řada států světa, včetně Československa, nezávislost uznala. Arafat se dále zřekl terorismu a Palestinská národní rada uznala existenci Izraele a rezoluci Valného shromáždění OSN č. 181 z roku 1947, která rozdělovala mandátní Palestinu na židovský a arabský stát. V reakci na to Šamir v květnu 1989 navrhl konání svobodných voleb na Izraelem obsazených územích (Západním břehu a v Pásmu Gazy), „aby pro ujednání mírového řešení získal palestinského partnera.“ Šamirova iniciativa vzbudila ohlas jak ve Spojených státech, tak v Egyptě a oba dva státy vypracovaly návrh na konání mezinárodní konference. Tu však Šamir z principu odmítal již od Londýnské dohody dojednané Peresem.

#### Pád vlády, alija a válka vZálivu

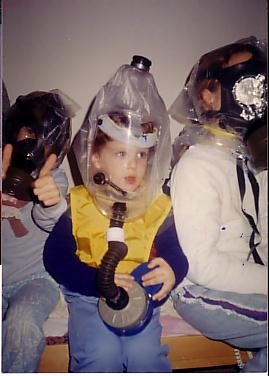
Protichemické cvičení kvůli Válce v Zálivu

Šamirova neústupnost a vnitrovládní problém vedly Perese v roce 1990 ke svržení vlády a postupu, který jeho stranický kolega a dlouholetý rival Jicchak Rabin označil jako „odporně páchnoucí manévr“ (celá aféra získala název špinavý trik). Šamir totiž stále odmítal návrhy na konání mezinárodní konference. Peres proto uzavřel, prostřednictvím svého chráněnce Chajima Ramona, tajnou dohodu s Arje Derim a jeho stranou Šas o politické alianci. Následně dal Šamirovi ultimátum, podle něhož labouristé opustí vládu, pakliže Šamir nebude souhlasit s návrhem amerického ministra zahraničí Jamese Bakera na konání mírové konference. V reakci na ultimátum propustil Šamir Perese z vlády a 15. března téhož roku podali všichni labourističtí ministři demisi. Téhož dne se konalo hlasování o nedůvěře vládě a díky pěti poslancům strany Šas, kteří se hlasování zdrželi, Šamirova vláda padla. Stala se tak první izraelskou vládou, které byla vyslovena nedůvěra (poměrem 60 ku 55). Peres byl následně prezidentem Herzogem pověřen sestavením vlády a začal jednat s malými a náboženskými stranami. Strana Šas a Degel ha-Tora však Peresovi po několika dnech podporu stáhly a on tak disponoval pouze 60 hlasy, což na vyslovení důvěry vládě nestačilo. Rozhodujícího poslance nakonec Peres získal, když Avraham Šarir opustil Likud. Peres tak mohl oznámit, že disponuje těsnou většinou a sestavil vládu, se kterou předstoupí před parlament. Hlasování o důvěře vlády bylo naplánováno na 11. dubna, kdy měl Peres představit vládní program a jednotlivé ministry. Na poslední chvíli však dva poslanci za stranu Agudat Jisra'el nedorazili po nařízení svého duchovního vůdce rabiho Menachema Mendela Schneersona, aby nepodporovali jakékoliv územní ústupky. Peres poté požádal prezidenta o prodloužení lhůty na sestavení vlády, ale nakonec se pověření vzdal. To naopak získal Šamir, jemuž se podařilo sestavit čistě pravicovou vládu s náboženskými stranami s těsnou většinou v Knesetu, která získala důvěru 11. června.
S nástupem Michaila Gorbačova do čela Sovětského svazu přišlo postupné společenské uvolňování a liberalizace. Již od roku 1987 bylo povoleno vystěhovat se části sovětských Židů a každým rokem se stanovená kvóta zvyšovala. Na konci 80. a počátku 90. let začala masová migrace, a to jak do Spojených států, tak do Izraele. Jen v roce 1990 přišlo do Izraele 181 751 Židů. S následujícím rokem dosáhla imigrační vlna 450 tisíc sovětských Židů. Každý další rok pak několik desítek tisíc (do roku 1997 přišlo do Izraele na 700 tisíc Židů ze zemí bývalého SSSR). S absorpcí tak velkého počtu lidí se pojily nejrůznější problémy, od finančních, přes zaměstnanostní strukturu, růst nezaměstnanosti, ubytování a jazyk. V důsledku příchodu tak enormního množství nových obyvatel požádal Izrael Spojené státy v létě 1990 o poskytnutí záruk na půjčku ve výši 10 miliard dolarů. Americká administrativa George H. W. Bushe však žádost odmítla, neboť se obávala, že by peníze byly využity pro usídlení nových imigrantů na Západním břehu.

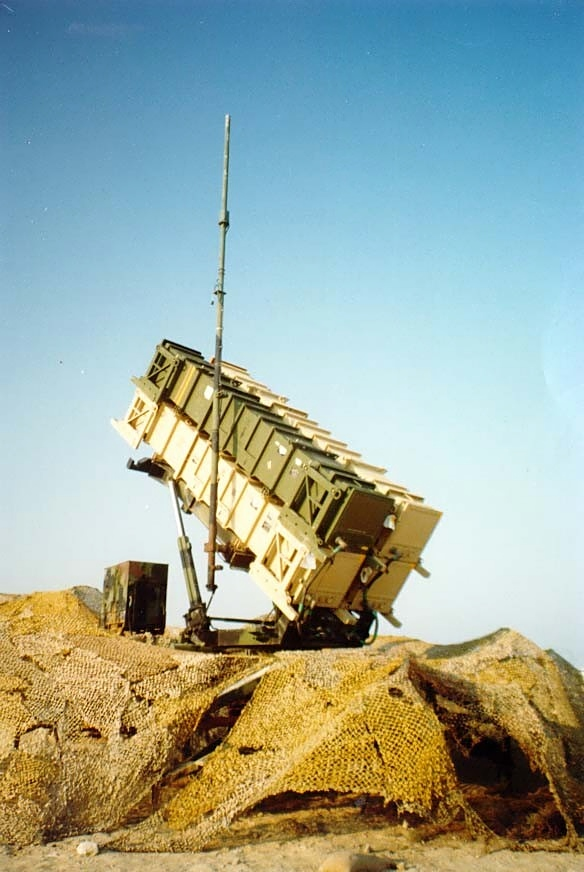
Mobilní protiraketová baterie Patriot

V průběhu absorpce nových přistěhovalců a jednání o zárukách na půjčku Izrael zasáhla válka, které se neúčastnil. V srpnu 1990 irácký diktátor Saddám Husajn zaútočil a obsadil sousední Kuvajt. Proti Husajnovi vznikla mezinárodní koalice 28 států, které na základě posvěcení OSN hodlaly Kuvajt osvobodit. Hromadění spojeneckých armád však Saddáma nezastrašilo a namísto toho se pokusil alianci rozdělit hrozbami napadení Izraele svými balistickými střelami a letectvem. V případě izraelské odvety by totiž arabské státy patrně spojeneckou alianci opustily. Z toho důvodu Spojené státy žádaly Izrael, aby v žádném případě nereagoval. V rámci Husajnova zastrašení „začala izraelská vláda zastřeně naznačovat možnou jadernou odvetu.“ Zároveň Spojené státy v Izraeli rozmístily protiraketové baterie Patriot s americkou obsluhou (poprvé v dějinách Izraele na jeho území vstoupil americký voják v aktivní službě) a Izraeli za jeho neútočení přislíbily „podstatnou finanční pomoc na opravy a obnovu.“ V reakci na Husajnovy hrozby se v Izraeli začaly distribuovat ochranné masky, byla utěsňována okna a prováděny úpravy pro případ napadení. Dne 16. ledna 1991 zahájili spojenci operaci Pouštní bouře a již o dva dny později dopadly na Tel Aviv první irácké rakety typu Scud. Do konce února pak na území Izraele dopadlo celkem 39 raket, a to zejména do hustě zalidněného okolí Tel Avivu. Všechny rakety, které Izrael zasáhly byly konvenční a Husajn nakonec nepoužil chemické zbraně, jak se Izrael obával. Tato válka byla historicky jediná, která Izrael zasáhla a v níž Izrael zůstal pasivní.
Po skončení první části operace Pouštní bouře, kdy již probíhaly pozemní boje a Izrael nebyl ohrožován raketami, Šamirova vláda doufala, že Spojené státy konečně poskytnou záruky na půjčku ve výši 10 miliard dolarů, a to v rámci morálního závazku vůči Izraeli, který zůstal celou dobu pasivní. Tento předpoklad však vyvolal ve Spojených státech velkou nevoli a prezident Bush izraelskou žádost znovu odmítl. Namísto toho Spojené státy poskytly Izraeli kompenzace přímo určené na opravu poničených měst a pomohly s další fází záchrany etiopského Židovstva. V květnu 1991 totiž došlo ke zhoršení situace v Etiopii v důsledku blížícího se konfliktu mezi vládou Mengistu Haile Mariama a opozičními povstalci. Spojené státy pomohly Izraeli s tlakem na Mengistův režim a nakonec bylo v květnu 1991 při izraelské vojenské operaci Šalamoun letecky během dvou dnů přepraveno 14 400 etiopských Židů.

#### Mírová konference
Po porážce Saddáma Husajna probíhala od jara 1991 jednání amerického ministra zahraničí Jamese Bakera se státy Blízkého východu a po naléhání všechny státy souhlasily s účastí na mezinárodní konferenci. Šamir se zprvu Madridské mírové konference odmítal účastnit, nakonec však nabídku přijal, neboť doufal, že Sýrie nabídku účasti odmítne. Poté, co však Sýrie nabídku účasti na konferenci přijala, již nemohl couvnout. Podmínkou však bylo, aby se konference neúčastnila OOP. Palestinská delegace (bez OOP) se účastnila konference v rámci jordánské delegace. Madridská konference začala za účasti SSSR, USA, Jordánska, Libanonu, Sýrie a Izraele, 1. listopadu 1991 v Palacio Parcen v Madridu. V lednu 1992 pak probíhala multilaterální jednání v Moskvě na téma ekonomického rozvoje, životního prostředí, vody a uprchlíků. Celkem mezi Izraelci a Palestinci proběhlo deset kol jednání, avšak bez jakéhokoliv průlomu. Hlavním problémem byly izraelské osady na obsazených územích. Další problém byla platnost izraelského zákona zakazujícího přímý kontakt izraelských občanů s příslušníky OOP. Tato mírová konference však odstartovala sérii přímých schůzek mezi Izraelci a Araby, které v roce 1992 proběhly v různých městech po celém světě.
Počátkem roku 1992 proběhla v Izraeli vnitřní politická krize. Šamirova koalice se rozpadla, když strany Techija a Moledet vystoupily z vlády, na protest proti Šamirově zdánlivé ochotě jednat o palestinské autonomii. Šamir tak byl nucen vypsat předčasné volby o 5 měsíců dříve, než by se konaly volby klasické. V předvolebním boji použil nebezpečnou taktiku tvrdých postupů, při níž útočil spíš než na Stranu práce na americkou administrativu. Tu obvinil, že podkopává izraelskou bezpečnost a ekonomiku.

### Volební porážka a důchod
Po konferenci vyzval ministr vlády Ariel Šaron Šamira k souboji o funkci předsedy a v Likudu se tak konaly vnitrostranické volby, které měly rozhodnout o tom, kdo povede stranu do voleb v červnu 1992. Kromě dvou zmíněných kandidátů se voleb zúčastnil i David Levy. Z primárek však vzešel vítězně Šamir a to se ziskem 42 % hlasů (Levy získal 31 % a Šaron 21 %). Navzdory tomu byl Likud na rozdíl od Strany práce vnitřně rozdělen, což mu ve volbách uškodilo.
V parlamentních volbách tak byl Šamirův Likud byl poražen Jicchakem Rabinem ze Strany práce (dříve Ma'arach). Po volební prohře Šamir prohlásil, že ústupky z Madridské konference nikdy nemyslel vážně, a že svou účastí na konferenci chtěl „pouze získat čas.“ Volební porážka měla řadu příčin. Jednalo se jak o důvody ekonomické – téměř 18 % populace bylo pod hranicí chudoby (dáno náhlým prudkým přílivem imigrantů), tak o důvody související s novými imigranty (zanedbávání bytových a zaměstnaneckých podmínek imigrantů na úkor výstavby osad na Západním břehu). To potvrzuje i Freedman (1993), který připisuje porážku Likudu z části též neúspěchu Šamirovy vlády poskytnout novým sovětským přistěhovalcům vhodné ubytování a zaměstnání. Teprve až po Rabinově vítězství a zavázání se k odklonu od Šamirova teritorialismu byl Izraeli přislíbena americká záruka na 10miliardovou půjčku.
Šamir v březnu 1993 rezignoval na post předsedy Likudu, ale ponechal si poslanecký mandát, který vykonával až do voleb v roce 1996. Často kritizoval svého nástupce ve vedení strany Benjamina Netanjahua za to, že je příliš nerozhodný v jednání s Araby. Šamir zašel tak daleko, že v roce 1998 odešel z Likudu a podpořil odštěpeneckou frakci Likudu a novou pravicovou stranu Benny Begina, Cherut - Národní hnutí, která se voleb v roce 1999 zúčastnila společně s Národní jednotou. Po Netanjahuově porážce se Šamir vrátil do Likudu a podporoval Ariela Šarona v premiérských volbách v roce 2001. Po tomto roce přestal dělat veřejná prohlášení.
Šamirovo jméno se znovu objevilo v izraelském tisku v roce 2004, když byla zamítnuta žádost jeho rodiny o zvláštní státní financování jeho hospitalizace v ošetřovatelském domě Queen Juliana. Představitelé ministerstva financí se obávali, že by tím vznikl precedens, který by mohl následně vážně zatížit izraelskou ekonomiku. Dále pak navrhli, aby byla na léčbu použita Šamirova státní penze. Jeho manželka Šulamit zemřela 29. července 2011 ve věku 88 let.

## Smrt a odkaz
Jicchak Šamir zemřel 30. června 2012 v pečovatelském domě Bejt Juliana ve městě Herzlija.
Státní pohřeb se konal na Har Herzel v Jeruzalémě 2. července 2012. Předseda vlády státu Izrael Benjamin Netanjahu ve smuteční řeči ocenil jeho zásadový postoj ve věci národních zájmů izraelského národa, aliju etiopských Židů, diplomatické schopnosti, které mu umožnily navázat diplomatické styky s Čínou, Sovětským svazem a Indií a účast na Konferenci v Madridu. Dále ocenil, že Šamir neodpověděl na útok Iráku na Izrael v rámci Války v Zálivu a diplomatickou ofenzívu vůči Spojeným státům, díky níž byla válka ukončena dříve, než do ní vstoupil Izrael. Šamirovy zásadové postoje ocenil též předseda Knesetu Re'uven Rivlin a smířlivě pochvalnou řeč pronesl též celoživotní Šamirův ideový odpůrce, prezident státu Izrael Šimon Peres.
Satirická skupina Latma si připomněla památku Jicchaka Šamira krátkým filmem.
Ve volbách v roce 2013 byl jeho syn Ja'ir Šamir zvolen do Knesetu za alianci Likud Jisra'el bejtenu.

## Ocenění
V roce 2001 byla Šamirovi udělena Izraelská cena za jeho celoživotní přínos a zvláštní přispění společnosti a Státu Izrael. Ta je udílena od roku 1953 a patří mezi nejvyšší izraelská státní vyznamenání. V roce 2005 byl v internetové soutěži 200 největších Izraelců deníku Ynet zvolen 29. největším Izraelcem všech dob.